# Mike Jackson
Michael David "Mike" Jackson, född 21 mars 1944 i Sheffield i South Yorkshire,  
död 15 oktober 2024, var en brittisk officer i landets armé som tjänstgjorde som Chief of the General Staff (högste arméchef) 2003–2006. Han var en av landets mest uppmärksammade generaler sedan andra världskriget.
Jackson var känd för att i Kosovo 1999 vägrat lyda order från SACEUR Wesley Clark med orden "Jag tänker inte starta tredje världskriget åt dig".